# Неокейнсианство
Неокейнсиа́нство (англ. Neo-keynesianism), неоклассический синтез — школа макроэкономической мысли, сложившаяся в послевоенный период на основе трудов Джона Мейнарда Кейнса. Группа экономистов (особенно большой вклад внесли Саймон Кузнец, Джон Хикс, Пол Самуэльсон и Франко Модильяни) сделала попытку интерпретировать и формализовать учение Кейнса и синтезировать его с неоклассическими моделями экономики. Их работа стала известна как «неоклассический синтез», на её основе были созданы модели, которые сформировали центральные идеи неокейнсианства. Расцвет неокейнсианства пришёлся на 1950-е, 60-е и 70-е годы.
В 1970-е годы ряд событий сотряс неокейнсианскую теорию. Наступление стагфляции и работы монетаристов, таких как Милтон Фридман, посеяли сомнения в неокейнсианской теории. В результате появился целый ряд новых идей, которые привнесли новые инструменты в кейнсианский анализ и позволили объяснить экономические события 1970-х годов. Следующая большая волна кейнсианства началась с попыток объяснить кейнсианский макроэкономический подход на микроэкономической основе. Новое кейнсианство позволило создать новый неоклассический синтез, который в настоящее время стал основным течением макроэкономической теории. После появления новой кейнсианской школы неокейнсианство стали иногда называть старым кейнсианством.

### Основные направления неокейнсианских исследований
1. Макроэкономическое динамическое равновесие.
2. Проблематика длительных макроэкономических отклонений от состояний динамического равновесия.
3. Циклические колебания.
4. Определение факторов экономического роста.